# Malvik
Malvik este o comună din provincia Sør-Trøndelag, Norvegia.